# Trauma Center: New Blood
Trauma Center: New Blood (カドゥケウス ニューブラッド, Caduceus: New Blood) est un jeu vidéo de simulation de chirurgie développé et édité par Atlus, sorti en 2007 sur Wii.

## Accueil
- GameSpot : 8/10[1]